# التهاب المشيمية والشبكية
الْتِهابُ المَشيمِيَّةِ والشَّبَكِيَّة يكون عبارة عن التهاب للمشيمية (الوعاء الرقيق الملون المحيط بالعين) والشبكية. ويسمى أيضاً بالتهاب الشبكية المشيمي.

## الأعراض
تتمثل في وجود بقع سوداء وعدم وضوح في الرؤية.

## الأسباب
الْتِهابُ المَشيمِيَّةِ والشَّبَكِيَّة يحدث عادةً بسبب عدوى فيروس مضخم للخلايا وداء المقوسات ويحدث غالباً عند الأطفال الصغار أو الأشخاص ضعيفي المناعة أو الأشخاص الذين يسخدمون ادوية مثبطة للمناعة.داء المقوسات الخلقي الذي يكون عبر المشيمة يمكن ان يؤدي إلى مضاعفات كالتهاب المشيمية والشبكية بجانب تكلس الدماغ. أسباب أخرى كالزهري وداء كلابية الذنب.

## العلاج
يتم العلاج بواسطة المضادات الحيوية والكورتيزون. إذا كان هناك سبب رئيسي للمرض كالايدز، فعلاج خاص يمكن البدء به.

## حاشية
1. ↑  محمد مرعشي (2003). معجم مرعشي الطبي الكبير (بالعربية والإنجليزية). بيروت: مكتبة لبنان ناشرون. ص. 96. ISBN:978-9953-33-054-9. OCLC:4771449526. QID:Q98547939.
2. ↑  "معلومات عن التهاب المشيمية والشبكية على موقع jstor.org". jstor.org. مؤرشف من الأصل في 2019-05-26.
3. ↑  "معلومات عن التهاب المشيمية والشبكية على موقع bigenc.ru". bigenc.ru. مؤرشف من الأصل في 2019-12-11.
4. ↑  "معلومات عن التهاب المشيمية والشبكية على موقع human-phenotype-ontology.org". human-phenotype-ontology.org. مؤرشف من الأصل في 2019-12-11.